# Geely Emgrand GL
La Geely Emgrand GL è un'autovettura prodotta dalla casa automobilistica cinese Geely dal 2016.

## Storia
Lo sviluppo di una nuova berlina di segmento C (nome in codice FE-5), come erede della Emgrand EC7, parte nel 2013 e durante la fase progettuale viene coinvolta anche la Volvo, che da qualche anno era stata acquisita dal gruppo Geely e aveva fondato il nuovo centro di ricerca e sviluppo China Europe Vehicle Technology Center (CEVT) a Göteborg in Svezia. Dopo due anni nell'aprile 2015 viene presentato il prototipo Geely Emgrand Concept che anticipava numerose soluzioni stilistiche del modello di produzione.
La vettura definitiva debutta ufficialmente in Cina al salone di Pechino nell'aprile del 2016 e le vendite partono da settembre. La vettura è figlia dello stesso progetto che ha visto nascere anche la Emgrand GS, una crossover che ne rappresenta la versione hatchback con assetto rialzato ed entrambe seguono il nuovo corso stilistico del marchio cinese realizzato da Peter Horbury a capo del design Geely.
Lunga 4,72 metri utilizza la nuova piattaforma modulare denominata Geely FE realizzata insieme alla Volvo e possiede una carrozzeria a quattro porte con l’andamento del tetto stile fastback. Sul mercato cinese venne lanciata nel settembre del 2016 e la gamma motori era composta da due propulsori alimentati a benzina di origine Mitsubishi prodotti in Cina dalla SAME: un 1.3 turbo a quattro cilindri erogante 130 cavalli e un 1.8 aspirato quattro cilindri erogante 133 cavalli. 

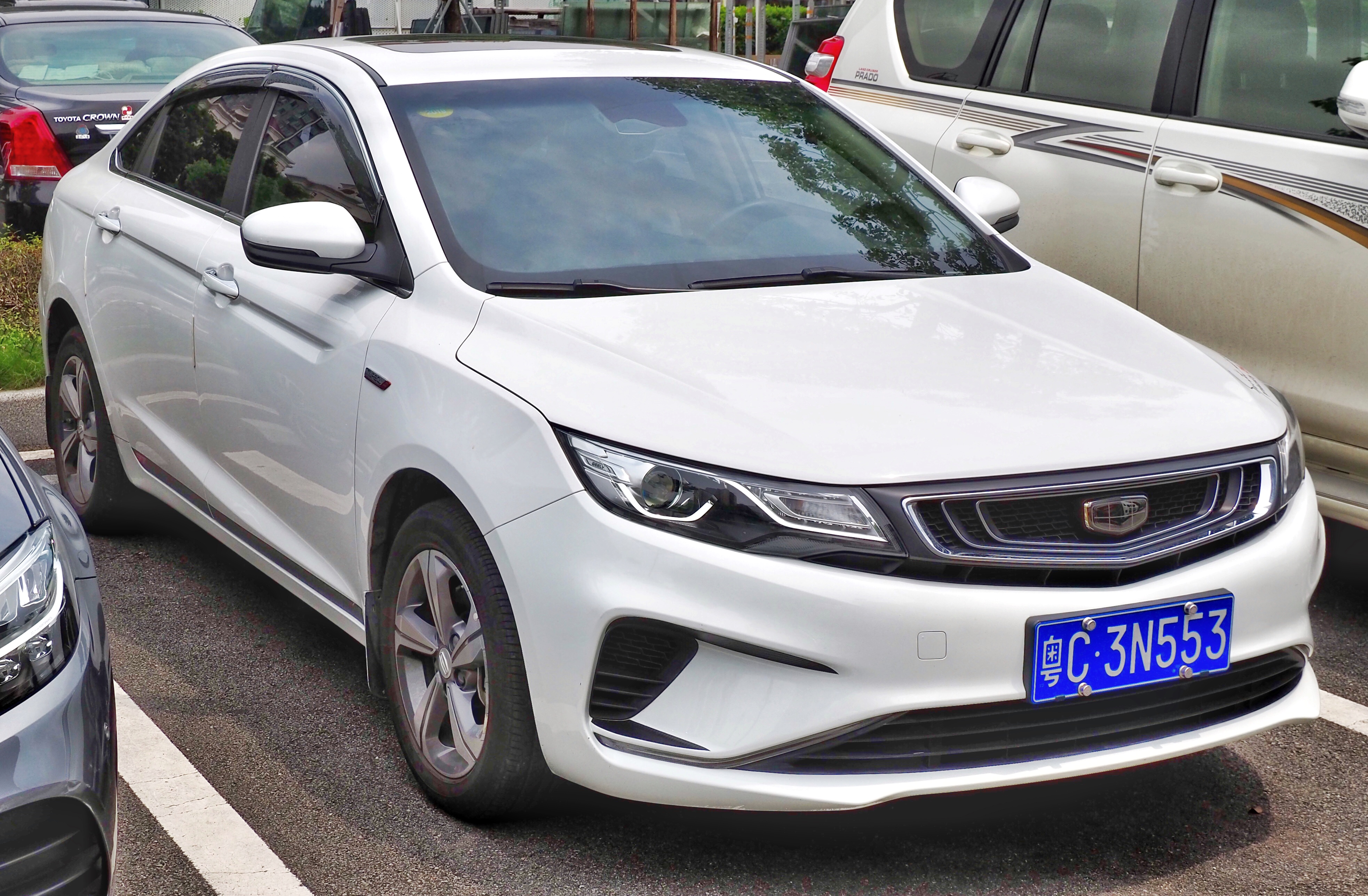
La GL dopo il restyling 2018

Nel gennaio 2018 viene presentato un leggero aggiornamento estetico dove viene cambiata la calandra e la grafica dei fanali e debutta un nuovo motore quattro cilindri benzina 1.4 turbo da 133 cavalli progettato da Geely che sostituisce il vecchio 1.3 turbo Mitsubishi. Il nuovo 1.4 è abbinato a un cambio manuale a cinque rapporti o a un automatico CVT.
Nel giugno 2019 viene presentato un restyling più importante, debuttano nuovi paraurti anteriori e posteriori più aerodinamici con nuove finiture cromate, nuovi fanali full LED, nuova calandra e nuovo logo Geely. La gamma motori si arricchisce delle nuove versioni ibride: la mild (MHEV) e la plug in ricaricabile (PHEV) basate sul medesimo schema meccanico delle Volvo ovvero propulsore tre cilindri VEA 1.5 turbo da 177 cavalli con motore elettrico. La versione plug-in hybrid porta al debutto anche numerosi sistema di assistenza alla guida di serie come mantenimento corsia attivo, radar con frenata automatica d’emergenza, rilevamento pedoni, ciclisti e angolo cieco, identificatore segnaletica stradale, fanali abbaglianti automatici.

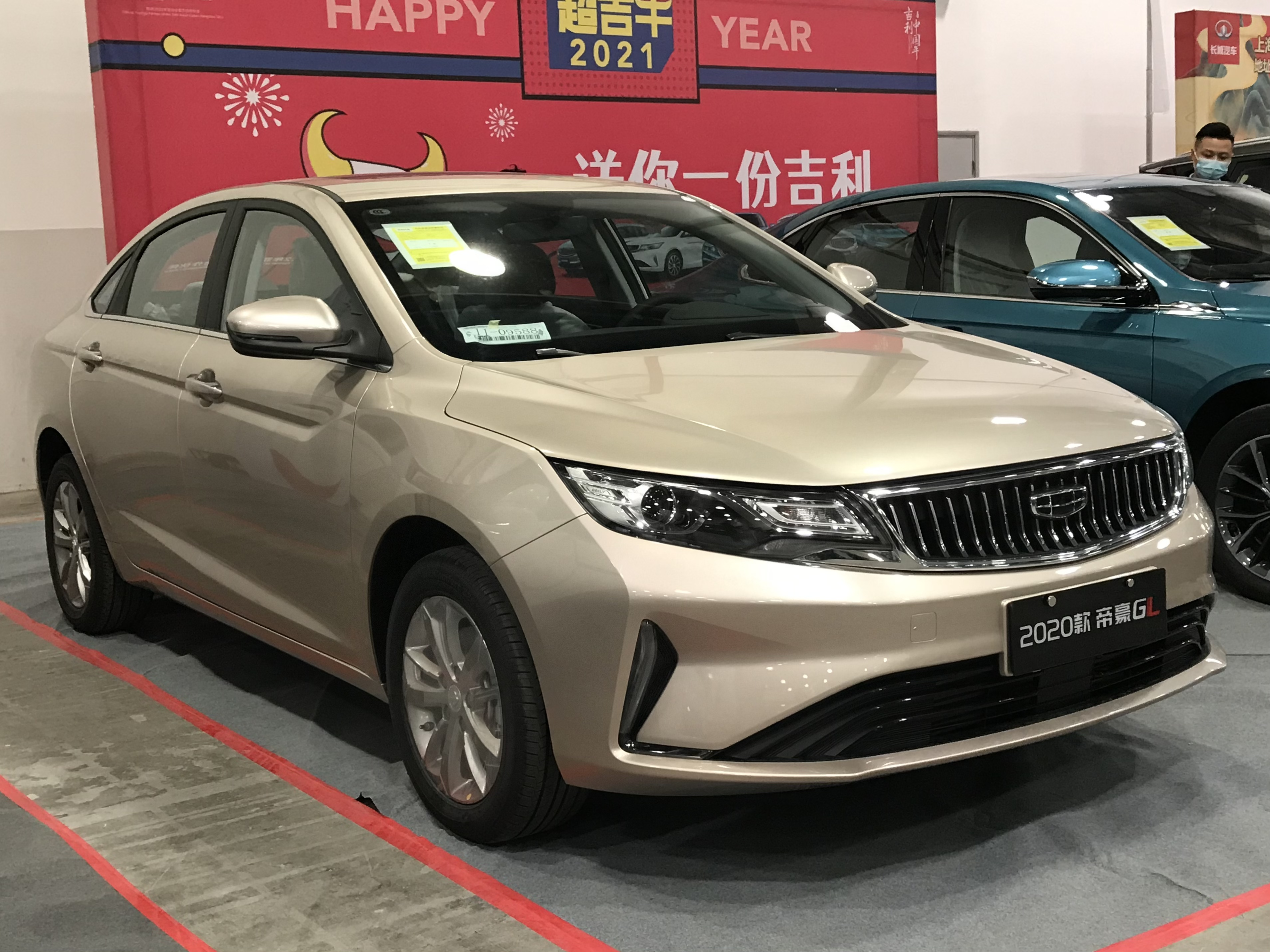
Geely Emgrand GL Up

Nel 2020 viene presentato un altro leggero restyling del modello e tale versione viene ribattezzata Emgrand GL Up, dove il suffisso “Up” viene aggiunto per distinguerla dal modello 2018 rimasto in produzione nella sola variante ibrida PHEV. Le modifiche estetiche sono minime, cambia solo la calandra anteriore con delle cromature aggiuntive, mentre internamente riceve una plancia ridisegnata la plancia dove viene introdotto il nuovo sistema di infotainment GKUI19 con schermo touchscreen da 10.25 pollici e connessione internet e hotspot per connettere fino a 5 dispositivi, comandi vocali e sistema di navigazione integrato. Debutta anche un nuovo impianto di climatizzazione. La gamma motori si compone del 1.4 quattro cilindri turbo benzina potenziato a 141 cavalli disponibile con cambio manuale a 6 rapporti o automatico CVT affiancato dal 1.5 tre cilindri turbo benzina a iniezione diretta da 177 cavalli con cambio a doppia frizione a sette rapporti. La versione mild hybrid esce di produzione insieme al vecchio motore 1.8 aspirato a causa delle basse richieste. La dotazione di accessori di sicurezza viene arricchita e vengono introdotti tutti gli ADAS che erano già presenti sulla versione PHEV: LKA mantenimento corsia attivo, frenata automatica d’emergenza, rilevamento pedoni e ciclisti, identificatore segnaletica stradale, fanali abbaglianti automatici.
Nel dicembre 2020 la Geely presenta anche la versione totalmente elettrica denominata EV Pro che viene posta in vendita dal marzo del 2021 in Cina.

## Modelli elettrificati

### Versione ibrida mild
La versione mild hybrid dispone del motore 1.5 Volvo VEA tre cilindri turbo a iniezione diretta da 177 cavalli abbinato al modulo ibrido a 48V di tipo BSG che fornisce ulteriori 10 kW di potenza e 35 Nm di coppia massima. È abbinato al cambio a doppia frizione a sette rapporti e alla trazione anteriore.

### Versione ibrida plug-in
Lo sviluppo della versione ibrida plug-in (nome in codice FE-5HA) parte nel 2017 e debutta solo nel 2019. Tale modello è equipaggiata con lo stesso schema meccanico della Volvo XC40: nello specifico il motore è il tre cilindri benzina Volvo della famiglia VEA con iniezione diretta e 12 valvole con turbocompressore erogante 177 cavalli abbinato a un motore elettrico da 109 cavalli e a una batteria agli ioni di litio da 11.3 kWh. La potenza complessiva è di 258 cavalli (190 kW) e la coppia massima pari a 415 Nm. Il cambio è un automatico a doppia frizione a sette rapporti. L’autonomia in modalità elettrica è pari a 66 km. Questa versione possiede un peso totale pari a 1650 kg per via della batteria e del motore elettrico aggiuntivo (225 kg in più rispetto alla versione 1.5 Turbo tradizionale). La batteria è posizionata nel pianale al di sotto dei sedili posteriori, di conseguenza il serbatoio possiede dimensioni minori e la capacità viene ridotta a 35 litri. La trazione é anteriore.
Omologata secondo la normativa anti inquinamento China VI la casa dichiara un consumo
Pari a 1,4 litri/100 km (standard NEDC).

### Versione elettrica: EV Pro
La versione totalmente elettrica denominata Emgrand GL EV Pro debutta in Cina nel dicembre del 2020; possiede una batteria agli ioni di litio da 52.7 kWh posizionata nella sezione centrale del telaio ed è abbinata a un motore elettrico prodotto da Nidec in posizione anteriore che eroga 150 kW e 240 Nm di coppia massima. L’autonomia omologata (ciclo NEDC) è pari a 421 km. La trazione è anteriore e la vettura pesa 1535 kg.